# Calamochrous fulvitinctalis
Calamochrous fulvitinctalis là một loài bướm đêm trong họ Crambidae.